# Франсуа Віламітьяна
Франсуа Віламітьяна (фр. François Vilamitjana, 3 серпня 1846 — 1928) — французький яхтсмен.
Срібний призер Олімпійських Ігор 1900 року в першому запливі в класі 1—2 тонни, бронзовий призер 1900 року в другому запливі в класі 1—2 тонни.